# Bentley Brooklands (1992)
Bentley Brooklands – samochód osobowy klasy aut luksusowych produkowany przez brytyjską markę Bentley w latach 1992 – 1998. 

## Historia i opis modelu

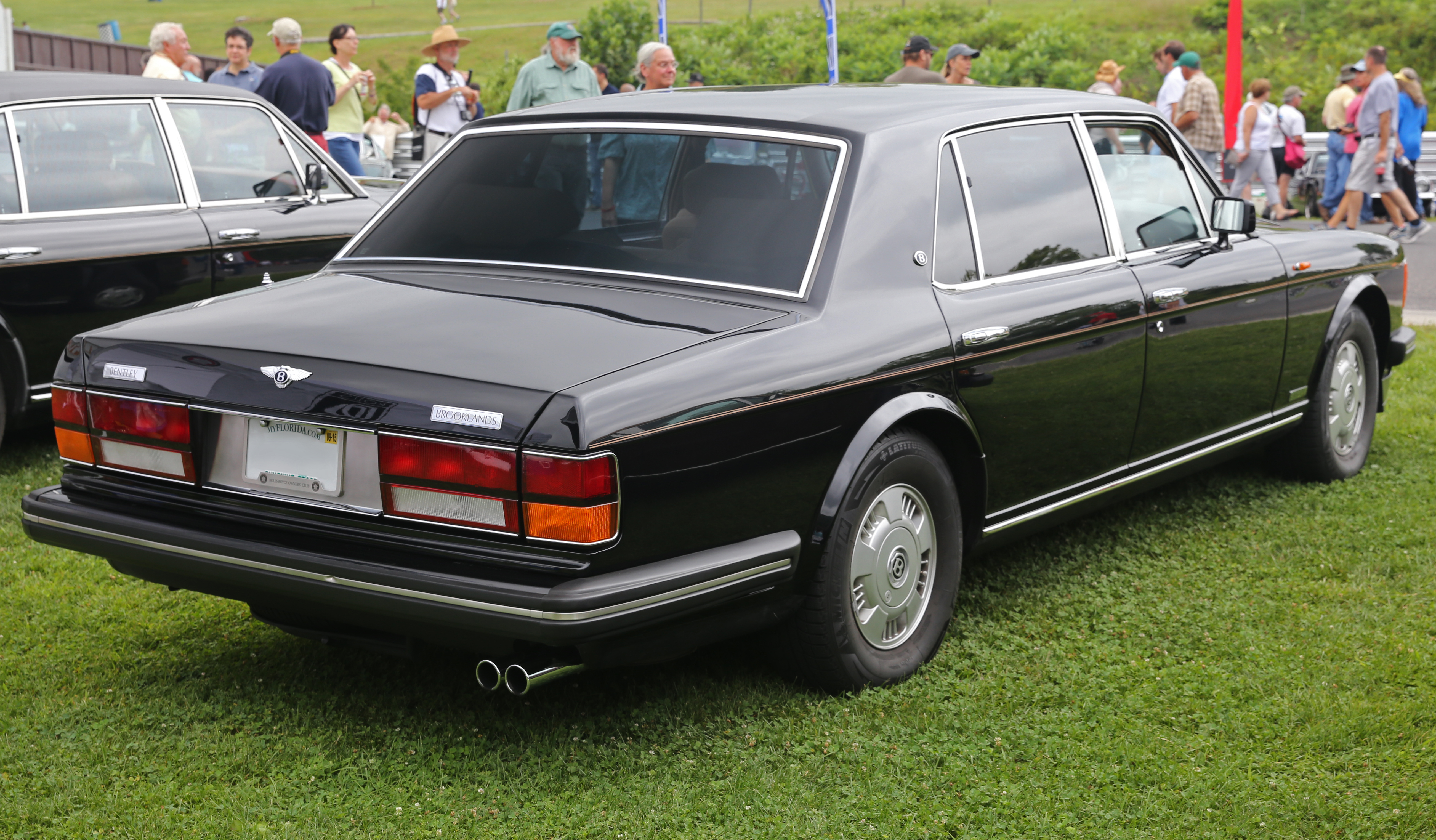
Bentley Brooklands - tył

Dostępny jako 4-drzwiowy sedan. Do napędu użyto silnika Rolls-Royce V8 o pojemności 6,75 litra. Moc przenoszona była na oś tylną poprzez 4-biegową automatyczną skrzynię biegów.

### Silnik
- V8 6,75 l (6750 cm³), 2 zawory na cylinder, OHV
- Układ zasilania: wtrysk
- Średnica × skok tłoka: 104,10 mm × 99,10 mm
- Stopień sprężania: 8,0:1
- Moc maksymalna: 224 KM (164,8 kW) przy 4200 obr./min
- Maksymalny moment obrotowy: 450 N•m przy 1500 obr./min

### Osiągi
- Przyspieszenie 0-80 km/h: 7,0 s
- Przyspieszenie 0-100 km/h: 9,6 s
- Przyspieszenie 0-160 km/h: 27,8 s
- Prędkość maksymalna: 206 km/h